# Фінал Кубка Футбольної ліги 2024
Фінал Кубка Футбольної ліги 2024 (англ. 2024 EFL Cup Final) — фінальний матч 64-го розіграшу Кубка Футбольної ліги. Гра відбулась у неділю, 25 лютого 2024 року, на стадіоні «Вемблі» в Лондоні. У матчі зустрілись «Челсі» та «Ліверпуль». Для «Челсі» ця участь у фіналі стала 10-ю, а для «Ліверпуля» — рекордною 14-ю. Це була третя зустріч між «Челсі» і «Ліверпулем» у фіналах Кубка ліги й друга за останні три сезони. Для «Челсі» — це був 28-й поєдинок на полі оновленого після реконструкції «Вемблі», для «Ліверпуля» — 11-й. «Челсі» жодного разу не поступався «Ліверпулю» в основний час у фіналі кубкових турнірів.
Головним арбітром був Кріс Кавана з Манчестера. Гру наживо змогли побачити 88 868 глядачів. «Ліверпуль» переміг із рахунком 1–0 у додатковий час, а єдиний м'яч у поєдинку забив капітан Вірджил ван Дейк, якого у підсумку визнали найкращим гравцем матчу і він вдруге в своїй кар'єрі отримав приз Алана Гардекера.
Для «Ліверпуля» цей титул став рекордним 10-м виграним Кубком ліги, а також 51-м головним трофеєм в історії клубу і першим у поточному сезоні. Усього ж «Ліверпуль» здобув 68-м трофеїв, ставши найтитулованішим англійським клубом. Тренер «Ліверпуля» Юрген Клопп виграв свій другий Кубок ліги, ставши лише третім тренером клубу після Боба Пейслі та Жерара Ульє, якому вдалося більше одного разу здобути цей трофей. Також цей Кубок ліги став 8-м виграним трофеєм Клоппа на чолі «Ліверпуля» і 13-м в його тренерській кар'єрі. Натомість «Челсі» не змогли здобутий перший трофей у час роботи з командою Маурісіо Почеттіно. «Челсі» став першим клубом, що програв у шести фіналах англійських кубків поспіль. 
Матч транслювали на телеканалі Sky Sports, а радіотрансляція відбулась на станціях talkSPORT і Radio 5 Live.

## Шлях до фіналу

### «Челсі»
| Раунд                                 | Суперник                     | Рахунок        |
| ------------------------------------- | ---------------------------- | -------------- |
| 2                                     | Вімблдон (д)                 | 2–1            |
| 3                                     | Брайтон енд Гоув Альбіон (д) | 1–0            |
| 4                                     | Блекберн Роверз (д)          | 2–0            |
| 1/4                                   | Ньюкасл Юнайтед (д)          | 1–1 (пен. 4–2) |
| 1/2                                   | Мідлсбро (г)                 | 0–1            |
| 1/2                                   | Мідлсбро (д)                 | 6–1            |
| Позначки: (д) = вдома; (г) = в гостях |                              |                |

«Челсі» як клуб Прем'єр-ліги, що не брав участі в клубних турнірах УЄФА, розпочав змагання з другого раунду, де його суперником став «Вімблдон» із Другої ліги. 30 серпня 2023 року в домашньому поєдинку на «Стемфорд Бридж» господарі перемогли з рахунком 2–1 завдяки голам Ноні Мадуеке та Енцо Фернандеса (для якого цей м'яч став дебютним за клуб). У третьому раунді команда вдома приймала клуб Прем'єр-ліги «Брайтон енд Гоув Альбіон», а гра відбулася 27 вересня на «Стемфорд Бридж». Матч закінчився мінімальною перемогою 1–0: на 50-й хвилині єдиний гол забив нападник «Челсі» Ніколя Джексон. У четвертому раунді «Челсі» грали з клубом «Блекберн Роверз» із Чемпіоншипу, а гра відбулась 1 листопада. «Челсі» здобув перемогу з рахунком 2–0: голами відзначилися Бенуа Бадьяшиль і Рахім Стерлінг.
У чвертьфінальному матчі «Челсі» вдома приймав клуб Прем'єр-ліги та фіналіста 2023 року «Ньюкасл Юнайтед», а поєдинок відбувся 19 грудня на полі «Стемфорд Бридж». На гол нападника «Ньюкасла» Каллума Вілсона господарі відповіли м'ячем Михайла Мудрика, який, вийшовши на заміну, скористався помилкою Кірана Тріпп'єра і перевів гру в серію післяматчевих пенальті. Гравці «Челсі» найкраще виконали одинадцятиметрові, а влучними ударами відзначились Коул Палмер, Конор Галлахер, Крістофер Нкунку і Мудрик. Вілсон і Бруно Гімараес реалізували свої удари за «Ньюкасл», своєю чергою Тріпп'єр не влучив у ворота, а вирішальний удар Метта Річі відбив воротар Джордже Петрович. У півфінальній серії з двох матчів «Челсі» грав із клубом Чемпіоншипу «Мідлсбро», перший поєдинок якої відбувся 9 січня 2024 року в гостях на «Ріверсайді». «Мідлсбро» здобув мінімальну перемогу з рахунком 1–0 завдяки єдиному голу Гейдена Гекні. У другому матчі півфіналу, що відбувся 23 січня на «Стемфорд Бридж», «Челсі» здобув перемогу 6–1 (за підсумками двох матчів 6–2). Автогол Джонні Гоусона, голи Фернандеса, Акселя Дісасі, Мадуеке і дубль Палмера принесли для «Челсі» перемогу. У команди гостей єдиний м'яч забив Морган Роджерс.

### «Ліверпуль»
| Раунд                                 | Суперник             | Рахунок |
| ------------------------------------- | -------------------- | ------- |
| 3                                     | Лестер Сіті (д)      | 3–1     |
| 4                                     | Борнмут (г)          | 2–1     |
| 1/4                                   | Вест Гем Юнайтед (д) | 5–1     |
| 1/2                                   | Фулгем (д)           | 2–1     |
| 1/2                                   | Фулгем (г)           | 1–1     |
| Позначки: (д) = вдома; (г) = в гостях |                      |         |

Як клуб Прем'єр-ліги, що брав участь у Лізі Європи УЄФА 2023—2024, «Ліверпуль» розпочав змагання з третього раунду проти клубу «Лестер Сіті» з Чемпіоншипа. Матч відбувся 27 вересня 2023 року на стадіоні «Енфілд», а перемогу здобув «Ліверпуль» 3–1 завдяки голам Коді Гакпо, Домініка Собослаї та Діогу Жоти В четвертому раунді їхнім суперником став клуб Прем'єр-ліги «Борнмут», а поєдинок відбувся 1 листопада 2023 року на «Дін Курт». «Ліверпуль» переміг з рахунком 2–1, а голи за команду забили Собослаї та Дарвін Нуньєс.
У чвертьфіналі «Ліверпуль» в домашній грі зустрівся з представником Прем'єр-ліги «Вест Гем Юнайтед», яка відбулась 20 грудня 2023 року на «Енфілд». «Ліверпуль» здобув перемогу 5–1, а м'ячами відзначились Собослаї, Кертіс Джонс, Гакпо і Мохаммед Салах. Джонс зробив дубль, а його другий м'яч став ювілейним, 500-м, голом для «Ліверпуля» в розіграшах Кубка ліги. У півфінальній серії з двох матчів «Ліверпуль» грав з клубом Прем'єр-ліги «Фулгемом», а перший поєдинок відбувся 10 січня 2024 року на «Енфілді». У першому таймі голом гостей відзначився Вілліан, а в другому таймі гравці «Ліверпуля» забили двічі (Джонс і Гакпо) і перемогли 2–1. Матч-відповідь відбувся 24 січня на «Крейвен Коттедж» і завершився унічию 1–1. Ісса Діоп відкрив рахунок у грі, а Луїс Діас зрівняв його у першому таймі. У підсумку «Ліверпуль» пройшов «Фулгем» за сумою двох матчів 3–2, пробившись вдруге до фіналу Кубка ліги за останні три сезони.

## Перед матчем
Матч за Кубок ліги 2024 року — 10-та зустріч між «Челсі» і «Ліверпулем» в рамках цього турніру. В попередніх дев'яти «Челсі» перемагав 4 рази, «Ліверпуль» — 3, а двічі була зафіксована нічия. Загалом це 196-та гра в історії протистояння цих команд в усіх турнірах і 34-та — в кубкових.
Для «Челсі» — це 10-й фінал Кубка ліги, а для «Ліверпуля» — 14-й, що є рекордом серед усіх англійських клубів. Це третя зустріч між обома командами у фіналі Кубка ліги, попередні відбулись у 2005 і 2022 роках. 2005 року «Челсі» переміг «Ліверпуль» з рахунком 3–2 у додатковий час, а 2022 року — 11–10 у серії післяматчевих пенальті (після 0–0 в основний час). Загалом це п'ятий фінал у домашніх кубкових турнірах між «Челсі» та «Ліверпулем» (3 в Кубку ліги та 2 — в Кубку Англії). Для «Челсі» — це 28-й поєдинок на полі оновленого після реконструкції «Вемблі», а для «Ліверпуля» — 11-й. «Челсі» жодного разу не поступався «Ліверпулю» в основний час у фіналі кубкових турнірів.
Спочатку старт фінального матчу був призначений на 16:30 (GMT), однак потім його перенесли на 15:00.
Вартість квитків, що поступили у вільний продаж, розподілялись на три категорії (для дорослих, віком з 17 до 21 року та віком до 16/65 років або старші). Найдешевший квиток коштував 20,5 фунтів, квитки на найкращі місця — 112,5, 125 і 150 фунтів.
Головним арбітром матчу був призначений Кріс Кавана, а його помічниками — Марк Скоулз і Джеймс Мейнворінг. Четвертим арбітром став Тім Робінсон, резервним помічником Вейд Сміт, відеоасистентом арбітра (VAR) призначено Джона Брукса, а помічником відеоасистента — Марка Перрі.

## Трансляції
Матч транслювали телеканали Sky Sports і Sky Sports Football, ведучими були Марк Чепмен, Кері Керні, Деніел Старрідж і Джеймі Реднапп, які вели репортаж зі стадіону «Вемблі», коментували гру Пітер Друрі, Джеймі Каррагер, Гарі Невілл і Майк Дін. Радіотрансляція відбулась на станціях talkSPORT і Radio 5 Live.

## Матч

### Склади команд
Гравці основного складу «Ліверпуля» Мохаммед Салах, Дарвін Нуньєс, Домінік Собослаї, Жоель Матіп, Трент Александер-Арнольд  і Кертіс Джонс не змогли взяти участь у матчі через травми. Також через ушкодження матч пропускали Діогу Жота, Тьяго Алькантара і Стефан Байчетич.
У «Челсі» через травми були відсуті Марк Кукурелья, Тіагу Сілва, Бенуа Бадьяшиль, Карні Чуквуемека, Веслі Фофана, Ріс Джеймс, Ромео Лавія і Леслі Угочукву.

### Перебіг матчу

#### Перший тайм
Матч розпочався о 15:00 (GMT) за місцевим часом у присутності 88 868 глядачів. З перших хвилин «Ліверпуль» намагався контролювати гру, але створити небезпеку біля воріт суперника не міг. Однак, перший момент виник саме у номінальних гостей — Луїс Діас отримав м'яч в штрафному майданчику «Челсі» та пробив низом у ближній кут, але Джордже Петрович його відбив. Футболісти «Челсі» мали хорошу нагоду відкрити рахунок вже на 20-й хвилині гри, втім удар впритул від Коула Палмера відбив воротар «Ліверпуля» Кевін Келлехер, а спробу добивання від Ніколя Джексона заблокував Ватару Ендо. 
На 28-й хвилині матчу Раян Гравенберх після зіткнення з Мойзесом Кайседо залишив поле через травму, а його замінив Джо Гомес. На 32-й хвилині Палмер віддав розрізну передачу на Джексона, той своєю чергою передав м'яча на Рахіма Стерлінга, який переправив його у сітку воріт суперника. Втім, гол спочатку був зарахований, але згодом скасований відеоасистентом арбітра через офсайд, в якому перебував Джексон, коли отримував передачу. «Ліверпуль» був близький до забитого голу на 40-й хвилині, коли Ендрю Робертсон виконав навіс на Коді Гакпо, а м'яч після його удару головою, влучив у штангу. На 45-й хвилині моменти виникли в штрафному «Челсі». Діас передав м'яч на Конора Бредлі, а той пробив з 5 метрів — удар захисника заблокував Леві Колвілл. Перша половина гри завершилась за рахунку 0–0.

#### Другий тайм
У другому таймі «Ліверпуль» вийшов уперед на 60-й хвилині, коли Робертсон зробив навіс зі штрафного у воротарський майданчик на Вірджила ван Дейка, а той головою переправив м'яч у сітку воріт «Челсі». Однак, цей гол був скасований після перегляду відеоасистентом арбітра, який вирішив, що Ендо впливав та епізод та був у офсайді. На 69-й хвилині момент мав Аксель Дісасі, однак знову надійно зіграв Келлехер. «Челсі» був близький до того, щоб забити на 76-й хвилині, коли Конор Галлахер пробив в дальній кут після прострілу Палмера, однак м'яч влучив у штангу. 
Чим далі, тим команди більше починали грати відкрито. На 85-й хвилині Галлахер отримав м'яч в чужому штрафному, обіграв опонента та не зміг переграти Келлехера. Вже в наступній атаці — Джексон вирвався на оперативний простір, але Ібраїма Конате його настиг, далі нападник скинув м'яч на Галлахера, а той пробив вище воріт. Потім на поле замість Джексона вийшов Михайло Мудрик, але в епізоді, який міг вирішити долю гри, він участі не брав — два удари Крістофера Нкунку та один Мало Гюсто впритул не мали успіху — Келлехер та захист врятували «Ліверпуль» від пропущеного голу. Основний час гри закінчився безгольовою нічиєю.

#### Додатковий час
Загалом, перший екстратайм пройшов у спокійному темпі: команди атакували не часто, а «Челсі» взагалі перейшов здебільшого до оборони. Джейден Деннс небезпечно пробив головою під перекладину, але воротар «Челсі» перевів м'яч на кутовий. «Ліверпуль» мав момент приблизно за п'ять хвилин до кінця другого екстратайму, але Петрович зловив м'яч на самій лінії воріт після удару Гарві Елліотта. На 118-й хвилині гри Дісасі та Мудрик не втримали ван Дейка, який забив ударом головою після навісу з кутового від Костаса Цимікаса, а воротар Петрович не зміг врятувати команду.

### Деталі
| 25 лютого 2024 15:00 (GMT) |

| Челсі | 0–1 (дч.) | Ліверпуль       |
| ----- | --------- | --------------- |
|       | Протокол  | - ван Дейк 118' |

| «Вемблі», Лондон Глядачів: 88 868 Арбітр: Кріс Кавана |

| Челсі | Ліверпуль |

| В                  | 28 | Джордже Петрович  |        |      |
| ЗХ                 | 27 | Мало Гюсто        |        |      |
| ЗХ                 | 2  | Аксель Дісасі     |        |      |
| ЗХ                 | 26 | Леві Колвілл      |        |      |
| ЗХ                 | 21 | Бен Чілвелл (к)   | 48'    | 113' |
| ПЗ                 | 8  | Енцо Фернандес    |        |      |
| ПЗ                 | 25 | Мойсес Кайседо    |        |      |
| ПЗ                 | 20 | Коул Палмер       | 120+2' |      |
| ПЗ                 | 23 | Конор Галлахер    |        | 97'  |
| ПЗ                 | 7  | Рахім Стерлінг    |        | 67'  |
| НП                 | 15 | Ніколя Джексон    |        | 90'  |
| Запасні:           |    |                   |        |      |
| В                  | 1  | Роберт Санчес     |        |      |
| В                  | 13 | Маркус Беттінеллі |        |      |
| ЗХ                 | 14 | Трево Чалоба      |        | 113' |
| ЗХ                 | 42 | Алфі Гілкріст     |        |      |
| ПЗ                 | 11 | Ноні Мадуеке      |        | 97'  |
| ПЗ                 | 17 | Михайло Мудрик    |        | 90'  |
| ПЗ                 | 56 | Білл Гі           |        |      |
| ПЗ                 | 62 | Джимі Тауріайнен  |        |      |
| НП                 | 18 | Крістофер Нкунку  |        | 67'  |
| Головний тренер:   |    |                   |        |      |
| Маурісіо Почеттіно |    |                   |        |      |

| В                | 62 | Кевін Келлехер       |        |      |
| ЗХ               | 84 | Конор Бредлі         | 48'    | 72'  |
| ЗХ               | 5  | Ібраїма Конате       | 84'    | 105' |
| ЗХ               | 4  | Вірджил ван Дейк (к) |        |      |
| ЗХ               | 26 | Ендрю Робертсон      |        | 87'  |
| ПЗ               | 10 | Алексіс Мак Аллістер | 81'    | 87'  |
| ПЗ               | 3  | Ватару Ендо          |        |      |
| ПЗ               | 18 | Раян Гравенберх      |        | 28'  |
| ПЗ               | 11 | Гарві Елліотт        |        |      |
| ПЗ               | 23 | Луїс Діас            |        |      |
| НП               | 18 | Коді Гакпо           |        | 87'  |
| Запасні:         |    |                      |        |      |
| В                | 13 | Адріан               |        |      |
| ЗХ               | 21 | Джо Гомес            | 120+3' | 28'  |
| ЗХ               | 21 | Костас Цимікас       |        | 87'  |
| ЗХ               | 78 | Джарелл Кванса       |        | 105' |
| ПЗ               | 42 | Боббі Кларк          |        | 72'  |
| ПЗ               | 53 | Джеймс Макконнелл    | 108'   | 87'  |
| ПЗ               | 18 | Трей Ніоні           |        |      |
| НП               | 67 | Льюїс Кумас          |        |      |
| НП               | 76 | Джейден Деннс        |        | 87'  |
| Головний тренер: |    |                      |        |      |
| Юрген Клопп      |    |                      |        |      |

| Гравець матчу: Вірджил ван Дейк (Ліверпуль) Асистенти головного арбітра: Марк Скоулз Джеймс Мейнворінг Четвертий арбітр: Тім Робінсон Резервний асистент арбітра: Вейд Сміт Відеоасистент арбітра: Джон Брукс Асистенти відеоасистента арбітра:: Марк Перрі | Регламент матчу - 90 хвилин основного часу. - 30 хвилин овертайму у разі потреби. - Післяматчеві пенальті у разі потреби. - Дев'ять запасних з кожної сторони. - Максимум п'ять замін, шоста допускається тільки у додатковий час. |

### Статистика матчу
| Статистика       | Челсі | Ліверпуль |
| ---------------- | ----- | --------- |
| Голів            | 0     | 1         |
| Всього ударів    | 19    | 24        |
| Ударів в площину | 9     | 11        |
| Володіння м'ячем | 46%   | 54%       |
| Кутових          | 6     | 5         |
| Фолів            | 14    | 21        |
| Офсайдів         | 3     | 2         |
| Жовтих карток    | 2     | 7         |
| Червоних карток  | 0     | 0         |

## Реакція

### Гравці та футбольні експерти

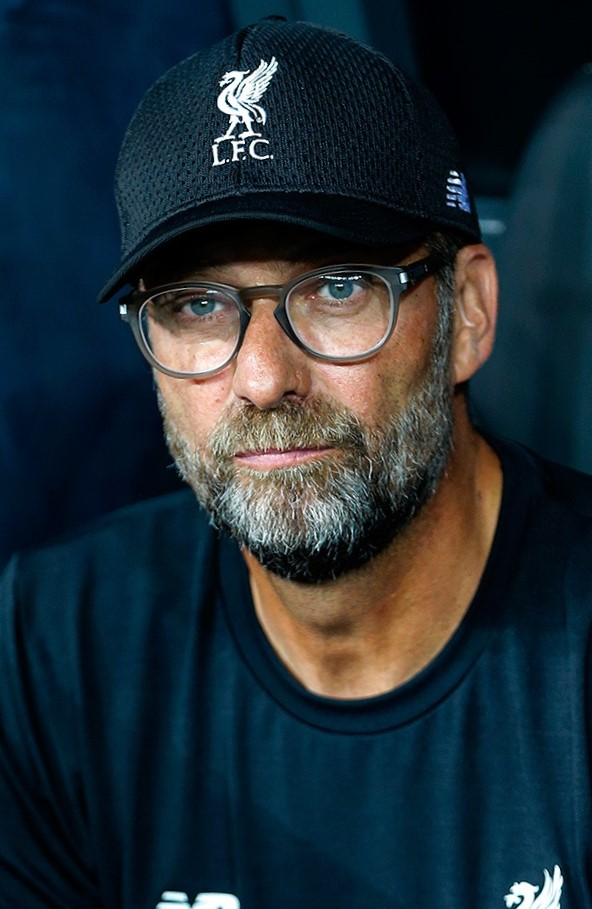
Тренер «Ліверпуля» Юрген Клопп

Тренер «Ліверпуля» Юрген Клопп прокоментував перемогу своєї команди, назвавши виграний Кубок ліги найособливішим трофеєм у своїй 20-річній кар'єрі. Також він сказав, що пишається кожним, хто доклав зусиль до перемоги, тією атмосферою, яка дозволила гравцям показати те, на що вони здатні. Він додав, що пишається вихованцями академії, тренерами, а також, що це, ймовірно, для нього остання гра на «Вемблі». Тренер «Челсі» Маурісіо Почеттіно підбив підсумки гри й сказав, що вважає поразку від «Ліверпуля» несправедливою. Основною причиною невдачі стало те, що його підопічні створили 5-6 чудових нагод, однак не змогли їх реалізувати. За його словами, гравці були дещо засмучені, оскільки були близькими до перемоги в основний час, а згодом відчули втому. Він додав, що, ймовірно, було б краще, якби матч вирішився у серії пенальті, однак попри зусилля, футболісти «Челсі» не втримали нічию.
Капітан «Ліверпуля» Вірджил ван Дейк сказав, що дуже пишається своєю командою, гра була важкою  для обох клубів, а шанси мали як одні, так й інші. Також зазначив, що це його перший трофей, який він здобув саме як капітан «Ліверпуля». Коді Гакпо назвав перемогу в Кубку ліги «неймовірним моментом», а також додав, що це його перший здобутий трофей з клубом і він дуже радий бути частиною цієї команди. Воротар Кевін Келлехер заявив, що радий був допомогти своїй команді, однак подумки вже налаштовувався на серію післяматчевих пенальті. Також він похвалив надійну гру пари центральних захисників ван Дейка і Конате. Захисник Джо Гомес привітав вболівальників «Ліверпуля» з перемогою, назвавши їх найкращими у світі. Також він відзначив гру вихованців академії «Ліверпуля», які зіграли у фіналі — Конора Бредлі, Боббі Кларка, Джейдена Деннса, Джеймса Макконнелла і Джарелла Кванса. Після гри Бредлі та Кларк, зокрема, подякували своєму тренеру за довіру і присвятили йому перемогу у фіналі.
Воротар «Челсі» Джордже Петрович сказав, що це болісна поразка, оскільки його команда створила багато хороших моментів, але не змогла їх реалізувати. 
Колишній футболіст Гарі Невілл після матчу сказав на Sky Sports, що «дітлахи Клоппа перемогли синю команду невдах за мільярд». Також він спрогнозував, що «Ліверпуль» може виграти Прем'єр-лігу цього сезону. Колишній гравець збірної Англії Гарі Лінекер відзначив гру ірландського воротаря «Ліверпуля» Кевіна Келлехера, «який багато зробив для перемоги своєї команди». Колишній гравець «Ліверпуля» Джеймі Реднапп сказав, що «якщо коли-небудь був матч, що демонстрував який Клопп як тренер, то передусім це саме такий матч, тут були й пристрасть, і бажання, і це просто неймовірна перемога.».

### ЗМІ
Таблоїд The Sun відзначив «перемогу дітлахів Клоппа над мільярдерами, які здобули перший із чотирьох можливих трофеїв сезону у його прощальному турне». The Guardian написав, що «Челсі» змарнував свої моменти і вкотре продемонстрував наскільки це дивна команда. Оглядач Reuters відзначив те, що за наявності травм низки провідних гравців «Ліверпуля», Юрген Клопп зумів довіритися молодим вихованцям академії клубу, які у підсумку вдало провели фінальний матч. The Telegraph звернула увагу на те, що центральні півзахисники «Челсі» Мойсес Кайседо та Енцо Фернандес, які разом оцінюються у 220 мільйонів фунтів, просто кудись зникли у додатковий час, коли вони повинні були вести гру своєї команди. Marca написала, що Клопп здобув свій восьмий трофей на чолі «Ліверпуля» у доволі складних обставинах, а L'Équipe назвав цю перемогу мерсисайдців заслуженою. Своєю чергою La Gazzetta dello Sport вийшла із заголовком «Гігант ван Дейк, «Ліверпуль» перемагає «Челсі»: Кубок належить їм», а Kicker схарактеризував фінал як захопливий.

## Після матчу

### «Ліверпуль»
Під час післяматчевого святкування, Юрген Клопп та уся команда зібралися й заспівали на «Вемблі» разом із вболівальниками гімн клубу «You'll Never Walk Alone».
«Ліверпуль» здобув 10-й титул Кубка Футбольної ліги, що є рекордним показником серед усіх клубів в історії цього турніру. Раніше мерсисайдський клуб тріумфував у цьому турнірі в 1981, 1982, 1983, 1984, 1995, 2001, 2003, 2012 та 2022 роках. Також цей Кубок ліги став 51-м виграним великим трофеєм в історії клубу. Усього ж «Ліверпуль» здобув 68-м трофеїв, ставши найтитулованішим англійським клубом (у «Манчестер Юнайтед» 67 трофеїв, а у «Манчестер Сіті» — 34). Тренер «Ліверпуля» Юрген Клопп виграв свій другий трофей Кубка ліги, а найбільше перемог на чолі клубу здобув Боб Пейслі — 3. Також Клопп став лише третім наставником «Ліверпуля», який виграв більше одного трофею Кубка ліги після Пейслі та Жерара Ульє. У підсумку цей Кубок ліги став восьмим виграним трофеєм Клоппа на чолі «Ліверпуля» і тринадцятим в його тренерській кар'єрі.
Найкращим гравцем матчу був визнаний капітан «Ліверпуля» Вірджил ван Дейк (який вдруге в своїй кар'єрі отримав приз Алана Гардекера), а найкращим на думку вболівальників клубу був воротар Кевін Келлехер.
«Ліверпуль» грав в екстратаймах в кожному зі своїх п'яти останніх фіналах Кубка ліги (2005, 2012, 2016, 2022 і 2024), а 9 з 11 фінальних матчів за участі команди пройшли на стадіоні «Вемблі».
М'яч, який забив Вірджил ван Дейк на 118-й хвилині, став найпізнішим переможним голом у фіналах Кубка ліги з 1977 року, коли Браян Літтл відзначився за «Астон Віллу» (на 119-й хвилині проти «Евертона»). Також ван Дейк уперше у своїй кар'єрі за «Ліверпуль» відзначився у двох матчах поспіль (проти «Лутон Тауна» і «Челсі»), а цей фінал став для нього 252-м матчем за клуб. Цей гол став 19-м із 23-х голів ван Дейка за «Ліверпуль», які він забив саме ударом головою, а також першим його в розіграші Кубка ліги (у своєму 13-му матчі).
Вперше в історії «Ліверпуля» на фінальний матч великого турніру вийшли в стартовому складі одразу три гравці віком до 21 року або молодше: Раян Гравенберх (21), Конор Бредлі (20) і Гарві Елліотт (20). Окрім цього, Джейден Деннс (18), Боббі Кларк (19) і Джеймс Макконнелл (19), що зіграли за «Ліверпуль» у цьому фіналі — це найбільша кількість юнаків, що виступили у фіналі Кубка ліги за одну команду вперше після «Арсеналу» у 2007 році (тоді було четверо гравців — Тео Волкотт, Сеск Фабрегас, Денілсон і Арман Траоре).
«Ліверпуль» гарантував собі участь в раунді плей-оф наступного розіграшу Ліги конференцій УЄФА після перемоги в Кубку ліги. За перемогу у фіналі Кубка ліги «Ліверпуль» отримав 100 000 фунтів стерлінгів призових.
Наступний поєдинок «Ліверпуль» проведе у середу, 28 лютого 2024 року, де в п'ятому раунді Кубка Англії прийматиме на «Енфілді» «Саутгемптон».

### «Челсі»
«Челсі» програв три останні фінали Кубка ліги (2019, 2022 і 2024) — до цього команда поступилась у двох з семи фіналах у період з 1965 по 2015 роки. Окрім цього, «Челсі» став першим клубом, який програв 6 фіналів англійських кубкових турнірів поспіль. 2019 року «Челсі» поступився в Кубку ліги, у 2020 і 2021 — у Кубку Англії, у 2022 — і в Кубку ліги, і в Кубку Англії. Останнім трофеєм лондонців залишається клубний чемпіонат світу 2021.
Тренер «Челсі» Маурісіо Почеттіно не зміг здобути перший трофей у час роботи з командою яка, найімовірніше, залишилися без єврокубків на наступний сезон. Почеттіно виграв лише одну зі своїх 14 ігор на посаді головного тренера проти Юргена Клоппа (5 нічиїх і 8 поразок) і не виграє у восьми матчах поспіль після своєї єдиної перемоги (коли «Тоттенгем» під його керівництвом здолав «Ліверпуль» 4–1 у жовтні 2017 року).
Енцо Фернандес вийшов у стартовому складі в 50-му матчі за «Челсі» в усіх турнірах, що є найбільшою кількістю серед усіх гравців клубу з часу його дебюту у лютому 2023 року.
За участь у Кубку ліги «Челсі» зміг заробити 50 000 фунтів стерлінгів призових.
Наступна гра «Челсі» відбудеться у середу, 28 лютого 2024 року, в якій команда в матчі п'ятого раунду Кубка Англії прийматиме «Лідс Юнайтед» на «Стемфорд Бридж»